# الغزو الإسباني للسلفادور
كان الغزو الإسباني للسلفادور (بالإسبانية: Conquista de El Salvador) الحملة التي شنها الكونكيستدوريس الإسبان على حكومات أمريكا الوسطى في أواخر الفترة ما بعد الكلاسيكية في الإقليم الذي أصبح الآن جزءًا من دولة السلفادور الوسط أمريكية المعاصرة. السلفادور هي الدولة الأصغر في وسط أمريكا، تسودها سلسلتان جبليتان تمتدان من الشرق إلى الغرب. مناخها استوائي، وتنقسم فيها السنة إلى موسمين رطب وجاف. كانت البلاد قبل الغزو تشكل جزءًا من المنطقة الثقافية في أميركا الوسطى، وسكنها عدد من الشعوب الأصلية، من بينهم شعب بيبيل، ولينكا، وشينكا، ومايا. تألفت الأسلحة المحلية من الرماح، والأقواس والسهام، والسيوف الخشبية المحتوية على نصال حجرية بداخلها؛ وارتدوا دروعًا محشوة بالقطن.
كان الكونكيستدوريس الإسبان متطوعين في معظمهم، يتلقون غنائم النصر بدلًا عن الأجر؛ كان العديد منهم جنودًا ذوي خبرة شاركوا في حملات إلى أوروبا سابقًا. انطلقت البعثات الإسبانية إلى وسط أمريكا من ثلاث ولايات إسبانية مختلفة، ما أدى إلى شن قادة إسبان يتبادلون العداء غزوات منافسة. تضمنت الأسلحة الإسبانية السيوف، والأسلحة النارية، والنشابات والمدفعية الخفيفة. كان الدرع المعدني غير عملي في المناخ الحار الرطب لوسط أمريكا وسرعان ما تبنى الإسبان دروع القطن المبطن المحلية. كان الكونكيستدوريس مدعومين بعدد كبير من القوات الهندية المساعدة المستمدة من المجموعات الوسط أمريكية التي واجهوها سابقًا.
شُنت أول حملة على السكان المحليين في عام 1524 على يد بيدرو دي ألفارادو. أطلق ألفارادو بعثته على مقاطعة كوسكاتلان البيبيلية من المرتفعات الغواتيمالية، لكنه بحلول شهر يوليو من عام 1524 كان قد تراجع إلى غواتيمالا. أنشأ غونزالو دي ألفارادو مدينة سان سلفادور في العام التالي، لكن هجومًا من السكان الأصليين أبادها في عام 1526، إبان ثورة عامة امتدت عبر المنطقة. عاد بيدرو دي ألفارادو ليُعسكر في السلفادور في عامي 1526 و1528، وفي العام الأخير، أعاد دييغو دي ألفارادو تأسيس سان سلفادور ومنح داعميه نظام إينكومييندا (نظام عمل يكافئ إقطاعي يكافئ الغازين بتشغيل جماعات من الناس). في عام 1528، انتهت الثورة أخيرًا وقتما اقتحم الإسبان معقل المحليين في بينيول دي سيناكاتان.
في عام 1529، أصبحت السلفادور متورطة في نزاع قضائي مع جارتها نيكاراغوا. أرسل بيدرارياس دافيلا مارتن دي إيستيتي على رأس بعثة لضم المنطقة إلى نيكاراغوا. ألقى إيستيتي القبض على قائد الحملة الإسبانية المنافسة في شرق السلفادور، وزحف إلى سان سلفادور، ثم صدته قوة نجدة أُرسلت من غواتيمالا. في عام 1530، أمر بيدرو دي ألفارادو بإنشاء مستوطنة جديدة في سان ميغيل، شرق البلاد، للحماية من أي غارات من نيكاراغوا، وللمساندة في غزو المنطقة المحيطة. استمرت الثورات المحلية ضد الغزاة، منتشرة من الهندوراس المجاورة. أُخمدت الثورة العامة في المقاطعتين بحلول نهاية عام 1538، وبحلول عام 1539 أُرسي السلام في المقاطعة. اكتشف الكونكيستدوريس أنه ثمة القليل من الذهب والفضة اللذي يمكن إيجاده في المنقطة، وأصبحت مستعمرة معزولة بعدد قليل من السكان الإسبان، تحت سلطة القبطانية العامة الغواتيمالية.

## جغرافيًا
السلفادور أصغر دولة في وسط أميركا، تمتد نحو 261 كيلومترًا (162 ميلًا) من الشرق إلى الغرب و100 كيلومترًا (62 ميلًا) من الشمال إلى الجنوب، مغطية مساحة تبلغ 24,040 كيلومترًا مربعًا (8,124 ميلًا مربعًا)؛ تشغل معظم أرضها هضبة بركانية ترتفع نحو 600 مترًا (2,000 قدمًا) عن مستوى سطح البحر. تقع على ساحل وسط أمريكا على المحيط الهادئ وتحدها غواتيمالا من الغرب، والهندوراس من الشمال والشرق. البلاد نشطة زلزاليًا، ولها تاريخ من الهزات الأرضية المدمرة والثورانات البركانية. تنقسم البلاد إلى أربع مناطق رئيسية؛ سلسلتان جبليتان تمتدان من شرق البلاد إلى غربها، تفصل بينهما هضبة مركزية عرضها 50 كيلومترًا (31 ميلًا). السلسلة الشمالية هي سلسلة سييرا مادري، ترتفع إلى 2,200 متر (7,200 قدم) ملاحقة الحدود مع الهندوراس. السلسلة الجنوبية سلسلة بركانية تتألف من أكثر من 20 بركان مجمعة في خمس مجموعات. يصل بركان سانتا آنا قرب حدود غواتيمالا إلى ارتفاع 2,365 مترًا (7,759 قدمًا)؛ قمته أعلى نقطة في البلاد. تشكل منخفضات المحيط الهادئ سهلًا ساحليًا ضيقًا يمتد على طول الساحل الجنوبي. ثمة في السلفادور أكثر من 300 نهر يصب في المحيط الهادئ. نهر ليمبا هو النهر الوحيد الصالح للملاحة، ويتدفق من غواتيمالا عبر سييرا مادري على طول الهضبة المركزية، ثم يعبر السلسلة البركانية ليصب في المحيط الهادئ، قاسمًا البلاد إلى منطقتين غربية وشرقية واضحتي المعالم. معظم الأنهار البقية قصيرة، تتدفق إما من الهضبة المركزية عبر الثغرات في السلسلة البركانية، أو تفرغ في السهل الساحلي.

### مناخيًا
للسلفادور مناخ استوائي بمعدل تغير حرارة صغير نسبيًا، يعتمد إلى حد كبير على الارتفاع، ويتراوح متوسط درجة الحرارة بين 18.0 و32.0ْ سلسيوس (64.4 و89.6ْ فهرنهايت). في أقصى الارتفاعات، يمكن للحرارة أن تنخفض دون نقطة التجمد. تشهد البلاد موسمًا جافًا من منتصف نوفمبر إلى منتصف أبريل وموسمًا ماطرًا من وسط مايو إلى وسط أكتوبر. للسلفادور واحد من أعلى معدلات هطول الأمطار في أمريكا اللاتينية، يتراوح متوسطه السنوي من 170 سنتيمتر (68 إنش) على ساحل المحيط الهادي إلى 240 سنتيمتر (96 إنش) في مرتفعات سييرا مادري.

## السلفادور قبل الغزو
قبل الغزو، كانت السلفادور تشكل جزءًا من المنطقة الثقافية في أمريكا الوسطى. سكن شعب بيبيل الأجزاء الوسطى والغربية من المنطقة، وهم أحد شعوب ناهوا وترتبطهم صلة بالأزتيك في المكسيك. قُسم البيبيل على ثلاث مقاطعات رئيسية في السلفادور. أكبر اثنتين كانتا كوسكالتان وإيزالكو، وكانت نونوالكو صغرى الثلاث. امتدت كوسكالتان من نهر الباز في الغرب إلى نهر ليمبا في الشرق. قامت إيزالكو في الجنوب الغربي من كوسكالتان وخضعت لها عشية الغزو الإسباني؛ أرضها الآن مدمجة في محافظتي أهواتشابان وسونسوناتي المعاصرتين. كانت المجموعات العرقية الأخرى في أراضي السلفادور: التشي أورتي والبوكومام (كلاهما من المايا)، واللينكا والتشينكا والماتاغالبا. كانت مدن المايا والبيبيل في الفترة ما بعد الكلاسيكية صغيرة نسبيًا بالمعايير الوسط أميركية، لا سيما عند مقارنتها بمدن المايا العظيمة خاصة الفترة الكلاسيكية الأولى (250 – 950م تقريبيًا). شغل اللينكا أرضًا شرق نهر ليمبا، حيث كانت مملكتهم الأساسية واسمها تشاباراستيك. امتدت تشاباراستيك على أرض مدمجة حاليًا في محافظات لا يونيون، ومورازان، وسان ميغيل. شغل التشي أورتي والبوكومام أراضٍ في الغرب. احتل المانغ شرق السلفادور الأقصى، والماتاغالبا الجنوب الشرقي. يُقدر مجمل تعداد سكان السلفادور وقت الغزو تقديرات مختلفة بين 130,000 و 1,000,000، وتُعتبر التقديرات الدُنيا إلى الوسطى ضمن هذا النطاق أكثر رجحانًا.
انخرطت الممالك الأساسية الثلاثة، كوسكالتان وإيزالكو وتشاباراستيك، في حرب منتظمة، وثارت المجموعات الأصغر ضد جيرانها الأكبر منها من وقت لآخر. كان ثمة تجارة مزدهرة، سلعتها الأساسية حبوب الكاكاو، إلى جانب التجارة بالذرة، والقطن، والبلسم أيضًا.